# 570814 Nauru
570814 Nauru è un asteroide della fascia principale interna. Scoperto nel 2006, presenta un'orbita caratterizzata da un semiasse maggiore pari a 2,458927 UA e da un'eccentricità di 0,146186, inclinata di 3,177019° rispetto all'eclittica.
È dedicato a Nauru, stato insulare dell'Oceania.